# کوبلیتسه (استان اوپوله)
کوبلیتسه (به لهستانی: Kobylice) یک منطقهٔ مسکونی در لهستان است که در گمینا چیسک واقع شده‌است. کوبلیتسه ۵۲۷ نفر جمعیت دارد.